# Langenburg (Saskatchewan)
Langenburg es un pueblo canadiense situado en la provincia de Saskatchewan.

## Superficie
Langenburg tiene una superficie de 3,38 km².

## Demografía
En 2021, tenía 1228 habitantes, una densidad poblacional de 362,8 hab./km², y 567 viviendas.